# Johann Strauss Theater

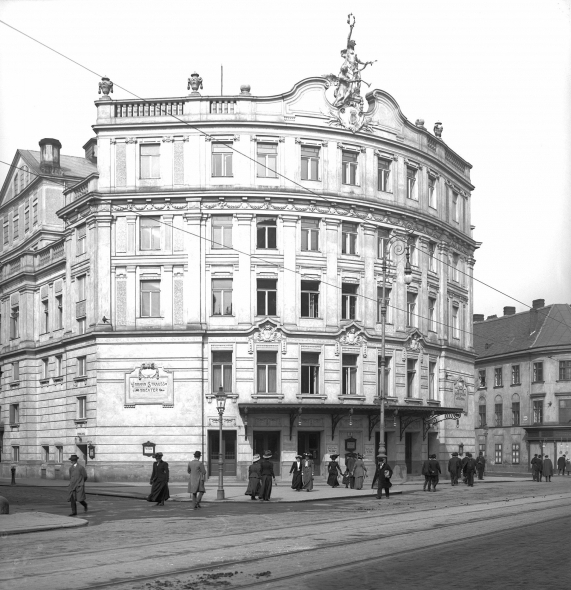
Zaniklé divadlo Johann Strauss–Theater ve Vídni, Favoritenstraße 8. kolem roku 1910

Divadlo Johann Strauss-Theater ve Vídni–Wiedenu bylo postaveno jako operetní divadlo v roce 1908 na vrcholu hospodářského úspěchu vídeňské operety. Jeho hlediště pojalo 1200 lidí. Architekt Eduard Prandl dal budově barokní formy.

## Historie
Divadlo na adrese Favoritenstraße 8 bylo otevřeno 30. října 1908 operetou Tisíc a jedna noc, která vznikla po smrti skladatele přepracováním operety Indigo a čtyřicet loupežníků („Indigo und die 40 Räuber“) od Johanna Strausse (syna).
Zde se mimo jiné uskutečnila premiéra a více než 500 dalších opakování operety Emmericha Kálmána Čardášová princezna („Die Csárdásfürstin") (1915). Alexander Girardi zde byl pravidelným hostem v Kálmánově operetě Cikánský primáš („Der Zigeunerprimas"), (1912). V roce 1925 zde měla premiéru opereta Paganini Franze Lehára. V březnu 1928 zde vystoupila Josephine Baker v revue „Schwarz auf Weiß", když divadlo Ronacher dostalo zákaz, protože mělo koncesi pouze na varieté. Vynalézaví manažeři si proto pronajali divadlo Johanna Strausse, které mělo licenci na revue a operetu. Skladatel Richard von Goldberger zde napsal řadu úspěšných operet, včetně Der Zauberknabe (1900).
V důsledku světové hospodářské krize v roce 1929 a rozvoje zvukového filmu se divadlo dostalo do finančních potíží. V roce 1931 byl dům, který se nachází blízko centra ve čtvrti Wieden, přestavěn architektem Carl Witzmannem (1883–1952) na kino se jménem Scala o kapacitě 1400 míst (otevřeno: 30. září 1931), které bylo využívané také jako varieté. V letech 1948 až 1956 se opět hrálo divadlo, ale pod patronací sovětské okupační moci. Nové divadlo ve Scale nabídlo umělecky vysoce ambiciózní hry s prvotřídním obsazením (např. s Karlem Parylou a Therese Giehse), které ale vídeňští kritici bojkotovali, a to především z politických důvodů (bojkot Brechta). Hrála se také propagandistická díla, jako hra Ernsta Fischera Der Große Verrat, namířená proti Josipu Broz Titovi.
Po odsunu sovětských okupačních vojsk divadlo ještě krátkou dobu existovalo, poslední představení se konalo 30. června 1956.
V letech 1959–1960 bylo divadlo zbořeno a stalo se tak první obětí divadelní smrti, které ve Vídni padla za oběť také divadla Wiener Bürgertheater a Wiener Stadttheater. O desítky let později byla proluka zastavěna obytným domem města Vídně.

## Premiéry
- Bub oder Mädel, opereta, skladatel Bruno Granichstaedten, 13. listopad 1908
- Das Fürstenkind, opereta, skladatel Franz Lehár, 7. říjen 1909
- Der Zigeunerprimas, opereta, skladatel Emmerich Kálmán, 11. říjen 1912
- Der Nachtschnellzug, operetní fraška skladatel Leo Fall, 20. prosinec 1913
- Das dumme Herz, opereta, skladatel Carl Michael Ziehrer, 27. únor 1914
- Rund um die Liebe, opereta, skladatel Oscar Straus, 9. listopad 1914
- Die Csárdásfürstin, opereta, skladatel Emmerich Kálmán,17. listopad 1915
- Die Faschingsfee, opereta, skladatel Emmerich Kálmán, 21. září 1917
- Das Hollandweibchen, opereta, skladatel Emmerich Kálmán, 30. leden 1920
- Eine Sommernacht, opereta, skladatel Robert Stolz, 23. prosinec 1921
- Bajazzos Abenteuer, opereta, skladatel Michael Krasznay-Krausz, 1923
- Ein Märchen aus Florenz, opereta, skladatel Ralph Benatzky, 14. září 1923
- Paganini, opereta, skladatel Franz Lehár, 30. říjen 1925
- Evelyne, opereta, skladatel Bruno Granichstaedten, 6. leden 1928
- Das Veilchen vom Montmartre, opereta, skladatel Emmerich Kálmán, 21. březen 1930
- Ball im Savoy opereta, skladatel Paul Abraham 15. prosinec 1933.
- Der süßeste Schwindel der Welt, opereta, skladatel Robert Stolz, 21. prosinec 1937